# Kallikantzaros

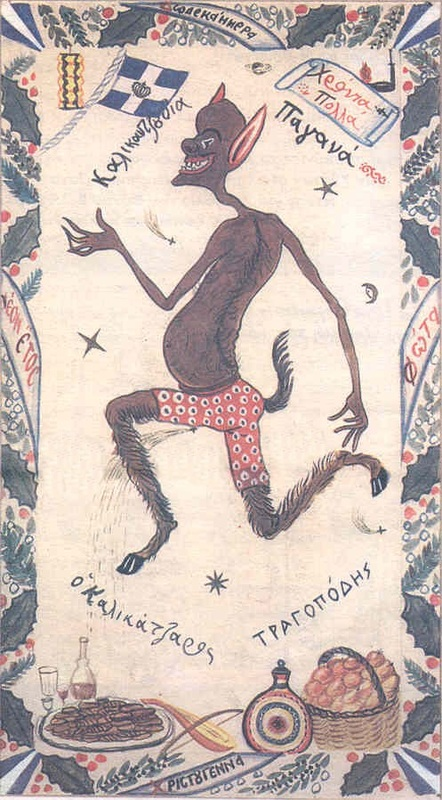
Reprezentare a unui kallikantzaros cu picioare de țap (tragopodis)

Kallikantzaros (greacă Καλλικάντζαρος; bulgară караконджул; sârbă Караконџула; turcă Karakoncolos; plural: kallikantzaroi) reprezintă în folclorul sud-est European și cel din Anatolia, un spiriduș răuvoitor.  Kallikantzaroi sunt considerați ca locuind în subteran, dar vin la suprafață pentru a hărțui oamenii în perioada celor 12 zile dintre Crăciun și Bobotează.
Povestiri despre kallikantzaros sau echivalente ale sale pot fi găsite în Grecia, Bulgaria, Serbia, Bosnia și Turcia.